# Lijst van rivieren in Azerbeidzjan

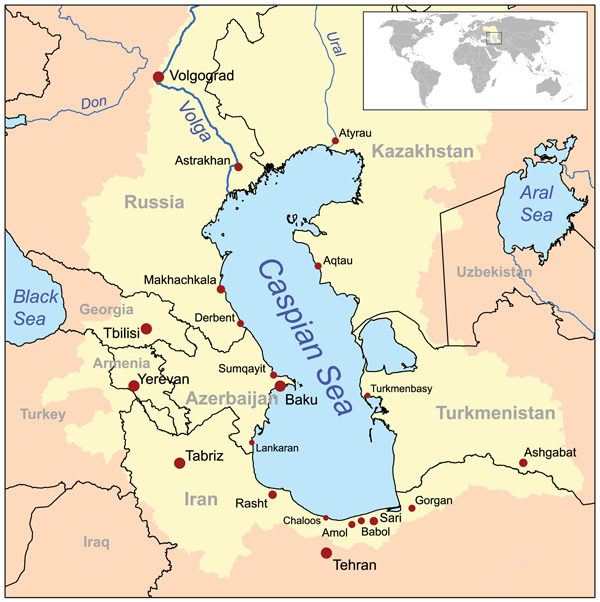
Kaart van het Kaspische Zee-bekken waar alle rivieren van Azerbeidzjan naar toe stromen.

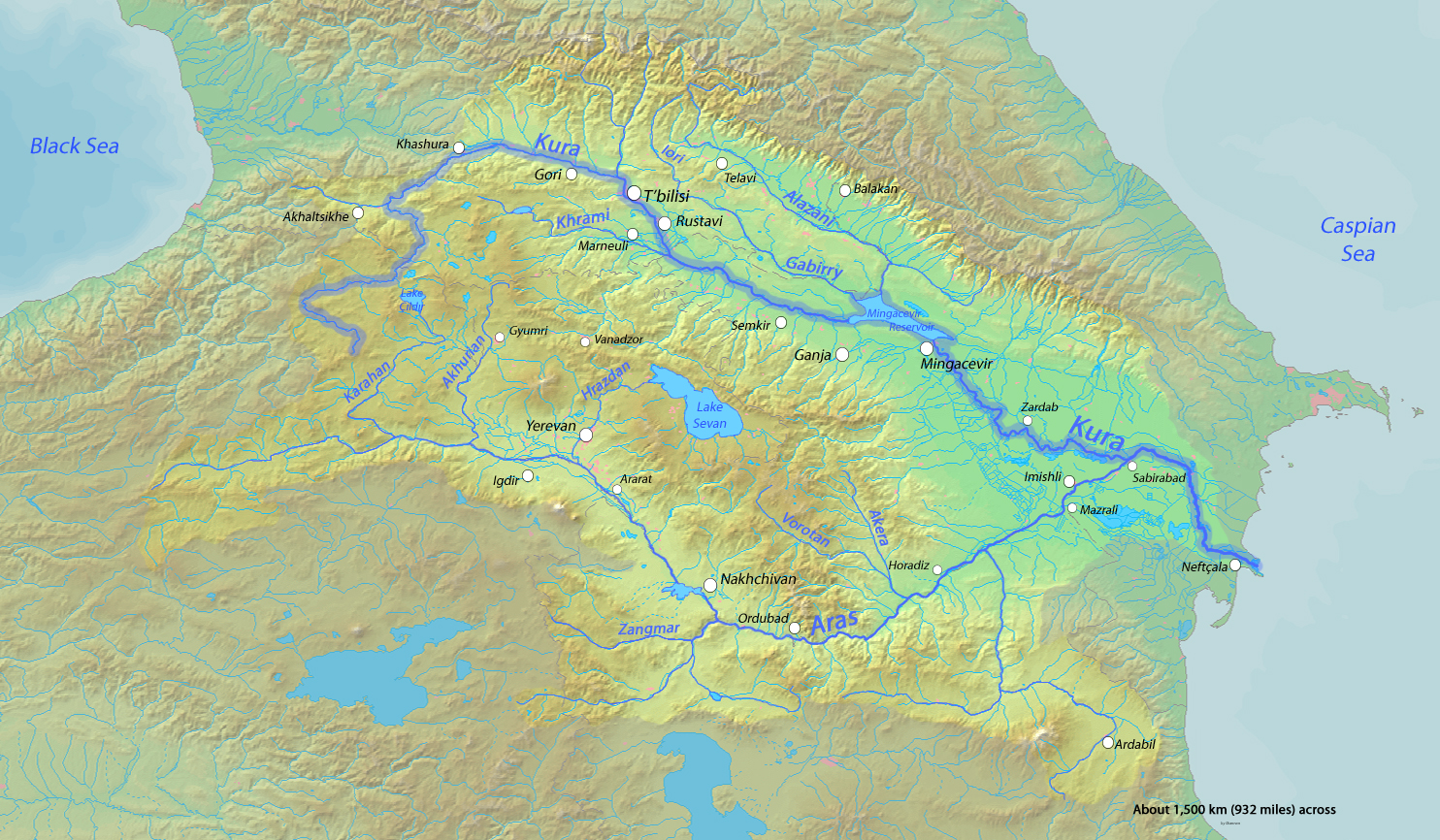
De Koera en de Aras zijn de langste rivieren in Azerbeidzjan en hun stroomgebied omvat het grootste deel van het land.

 Dit is een lijst van de langste rivieren in Azerbeidzjan.
 
- Koera, 1515 km
- Aras, 1072 km
- Qanıx, 413 km
- Qabırlı, 394 km
- Samoer, 216 km
- Anaxatır, 201 km
- Tartar, 200 km
- Sumqayıt, 198 km
- Kürək, 186 km
- Türyan, 180 km
- Bazar, 178 km
- Bolqar, 163 km
- Əyri, 135 km
- Ağstafa, 133 km
- Arpa, 126 km
- Xaçın, 119 km
- Pirsaat, 119 km
- Göy, 115 km
- Qarqar, 115 km
- Viləş, 115 km
- Həkəri, 113 km
- Qudyal, 108 km
- Qusar, 108 km
- Ceyrankeçməz, 100 km